# Прилепско българско девическо класно училище
Прилепското българско девическо класно училище е българско девическо класно училище, съществувало в XIX и началото на XX век в македонския български град Прилеп, тогава в Османската империя. Училището е основано в есента на 1865 година и съществува до 1913 година, когато е затворено от новите сръбски власти. Училището се поддържа от Българската екзархия и от Прилепската българска община.

## История
В 1865 година девическото училище стартира с една учителка - Неделя Петкова и отваря врати в къщата на Тошовци до черквата.
В 1870 година Сава Палашева е назначена за главна учителка в тогава още първоначалното девическо училище в Прилеп. В учебната 1874/1875 година за помощница на Палашева е назначена Захария Манасиева, тъй като ученичките стават към 300 и е трудно за сама учителка да ги ръководи. Училището е разделено на две отделения - горно и долно, като горното е с около 100 ученички и го ръководи Палашева, а долното - Манасиева.
До 1881 година училището е само първоначално. В учебната 1881/1882 година е отворен I клас, а за директорка е назначена Тима Икономова, а за учителка - Марийка Георгиева от Одрин, по-късно женена за учителя Георги Колищърков.